# Euceromasia solata
Euceromasia solata är en tvåvingeart som beskrevs av Henry J. Reinhard 1947. Euceromasia solata ingår i släktet Euceromasia och familjen parasitflugor.
Artens utbredningsområde är Texas. Inga underarter finns listade i Catalogue of Life.